# Hank Harris
Hank Harris, né aux États-Unis, est un acteur et un écrivain. Il a grandi à Duluth, au Minnesota et Santa Fe au Nouveau-Mexique.
Il est connu pour avoir joué dans Insidious : Chapitre 2 (2013), Pumpkin (2002) et Code Mercury (1998).
Il a travaillé au cinéma et à la télévision depuis la fin des années 1990.

## Filmographie
- 1998 : Code Mercury
- 1999 : Sign of the Time (également scénariste)
- 2001 : X-Files : Aux frontières du réel (épisode Le Seigneur des mouches) : Dylan Lokensgard
- 2001 : Delivering Milo
- 2002 : Pumpkin
- 2003 : Milwaukee, Minnesota
- 2004 : Hellbent : Joey
- 2004 : Breaking Dawn
- 2004 : Just Hustle
- 2008 : Extreme Movie d'Adam Jay Epstein et Andrew Jacobson
- 2008 : Les Experts : Manhattan (Down the Rabbit Hole) : Johnny O'Dell
- 2009 : Ghost Whisperer : (saison 5, épisode 5) : Zack Dorin/Garrett Warner
- 2010 : Greek : Ryan Yarlbrough
- 2011 : Castle (épisode Heroes and Villains) : Tchad Hockney
- 2012 : Dirty Work : Pete
- 2013 : Insidious : Chapitre 2 : le jeune Carl
- 2013 : Supernatural (épisode LARP and the Real Girl) : Boltar Furious / Gerry
- 2016 : Once Upon a Time : Dr Jekyll
- 2017 : Twin Peaks (saison 3, épisode 5) : Le technicien de la prison